# Ledový příkrov

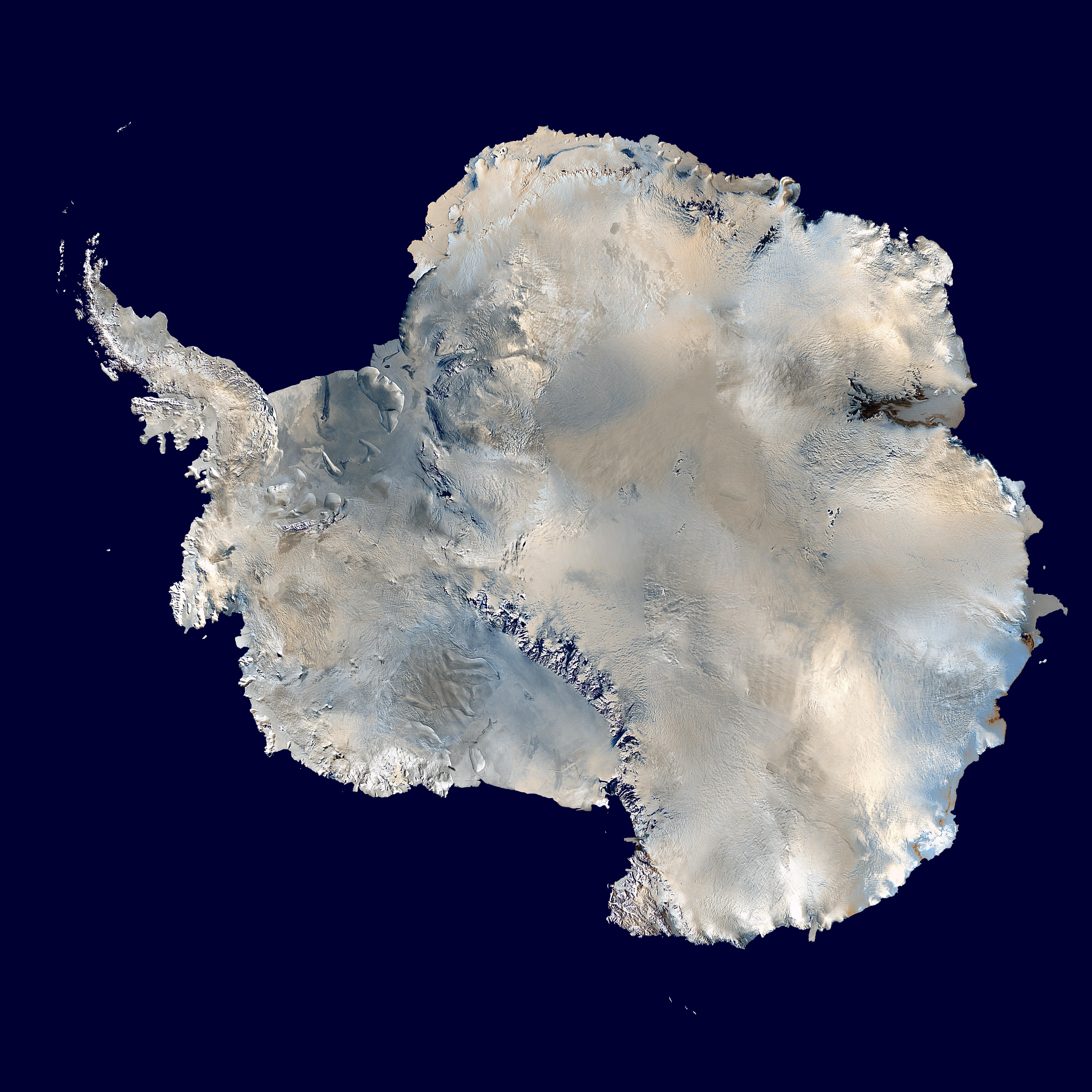
Satelitní snímek Antarktidy

Letecký pohled na ledový příkrov na východním pobřeží Grónska

Ledový příkrov je ledová masa, která pokrývá terén a je větší než 50 000 km². Alternativní český název je ledový štít (lze se setkat i s  názvem „kontinentální ledovec“). Jediné současné ledové příkrovy se nachází v Antarktidě a Grónsku. V poslední době ledové, při posledním glaciálním maximu pokryl ledový příkrov Laurentide velkou část Severní Ameriky, Weichselian severní Evropu a Patagonský ledový příkrov jih Jižní Ameriky. Největší ledový příkrov na zeměkoouli je Východoantarktický ledový příkrov.
Ledové příkrovy jsou řádově větší než ledové šelfy nebo ledovce. Masy ledu pokrývající méně než 50 000 km² se nazývají ledové čepice. Ledové příkrovy i ledové čepice jsou obvykle zdrojem pro řadu ledovců (horninou ohraničených proudů ledu) po celém svém obvodu.
I když je povrch ledového příkrovu studený, jeho základ je zpravidla teplejší vlivem geotermálního tepla. V místech, kde dochází k tání, rozpuštěná voda promazává ledový příkrov a dochází k jeho rychlejšímu toku. Tento proces vyvolává rychle tekoucí kanály v ledovém příkrovu, které se nazývají ledové proudy (obdoba ledovce, ale ohraničená na bocích ledem místo pevnou horninou). 
Současné ledové příkrovy jsou z geologického hlediska relativně mladé. Antarktický ledový příkrov byl na počátku oligocénu tvořen malou ledovou čepicí (možná několika). Mnohokrát ustupoval a mnohokrát postupoval, až do pliocénu, kdy zabral téměř celou Antarktidu. Grónský ledový příkrov se až do pozdního pliocénu nevyvíjel vůbec, ale s prvním kontinentálním zaledněním se zřejmě vytvořil velmi rychle. To mělo na rozdíl od pomalu se tvořícího antarktického ledového příkrovu za následek neobvyklý efekt, který umožnil velmi dobře zachovat fosílie rostlin, které kdysi v Grónsku rostly. 

## Antarktický ledový příkrov
Antarktický ledový příkrov je největší samostatná masa ledu na Zemi. Pokrývá plochu o velikosti téměř 14 milionů km² a obsahuje 30 milionů km³ ledu. V ledových příkrovech je zadržováno kolo 90 % sladké vody z celého zemského povrchu. Pokud by roztály, mořská hladina by stoupla o 58 metrů. Trend celokontinentální průměrné teploty povrchu Antarktidy je pozitivní a výrazný s hodnotou > 0,05 °C/desetiletí od roku 1957.
Transantarktické pohoří rozděluje Antarktický ledový příkrov na dvě nerovnoměrné části. Menší Západoantarktický ledový příkrov a větší Východoantarktický ledový příkrov, největší hmota ledu na zeměkouli. Východoantarktický ledový příkrov zaujímá hlavní část pevniny, ale dno Západního ledového příkrovu je více než 2 500 metrů pod hladinou moře. Bylo by mořským dnem v případě, že by tam nebyl ledový příkrov. Západní ledový příkrov je klasifikován jako příkrov na mořské bázi, což znamená, že jeho dno leží pod hladinou moře a jeho okraje vtékají do plovoucích ledových šelfů. Západní ledový příkrov je ohraničen Rossovým ledovým šelfem, šelfem Ronne a ledovcovými splazy, odkud odtéká voda do Amundsenova moře.

## Grónský ledový příkrov

mapa Grónska (bílá plocha ledovec)

Grónský ledový příkrov zabírá okolo 82 % povrchu Grónska a pokud by roztál, hladina moře se zvedne o 7,2 metrů. Odhadované změny v množství Grónského ledového příkrovu naznačují, že taje rychlostí asi 239 krychlových kilometrů ročně. Tato měření pochází ze satelitu NASA s označením Gravity Recovery and Climate Experiment (GRACE), který byl spuštěn v roce 2002, jak uvedla stanice BBC v srpnu 2006.

## Dynamika ledového příkrovu
Pohyb ledu závisí hlavně na toku ledovců směrem k moři, jejichž aktivita je určována celou řadou procesů. Jejich pohyby jsou výsledkem cyklických zrychlení proložených delšími obdobími neaktivity, jak v hodinovém, tak ve stoletém měřítku.

## Předpovídané důsledky globálního oteplování
Ledové příkrovy Grónska a pravděpodobně i Antarktidy v poslední době ztrácí na objemu, protože ztráty způsobené táním a zrychlením toku ledovců a ledových proudů jsou vyšší než kumulace sněhu. Podle Mezivládního panelu pro změnu klimatu (IPCC) úbytek hmotnosti ledových příkrovů na Antarktidě a v Grónsku se mezi lety 1993 a 2003 podílel na vzestupu hladiny moře o 0,21 ± 0,35 a 0,21 ± 0,07 mm/rok.
IPCC odhaduje, že ztráta objemu ledu kvůli zmenšování Grónského ledového příkrovu bude i nadále rychlejší než přibývání sněhu. Budoucí přírůstek sněhu na Antarktickém ledovém příkrovu byl v jeho zprávě Fyzikální základy z r. 2013 odhadován jako rychlejší než ztráty způsobené táním. Nicméně, slovy IPCC: „Dynamické procesy související s tokem ledu nejsou v současných modelech zahrnuty, ale nedávná pozorování naznačují, že tyto procesy by mohly zvýšit zranitelnost ledových příkrovů vůči oteplování, což by mělo za následek vzestup hladiny moře. Porozumění těmto procesům je omezené a o jejich významnosti nepanuje žádná shoda.“ Proto je zapotřebí více výzkumů, které by zlepšily spolehlivost předpovědí reagování ledových příkrovů na globální oteplování.
Účinky na ledové útvary zvyšující se teplota urychlí. Když se led rozpouští, méně slunečního světla se odrazí zpět do vesmíru a více ho absorbuje oceánská voda, což způsobí další zvyšování teploty. Tento systém pozitivní zpětné vazby založený na albedu se v určitém bodě v budoucnu může stát nezávislý na klimatických změnách, což způsobí obrovské ztráty ledu v ledovcích.